# Acer platanifolium
Acer platanifolium é uma espécie de árvore do gênero Acer, pertencente à família Aceraceae.